# Erste Dionysiusflut
Die beiden Dionysiusfluten waren zwei schwere Sturmfluten in der Nordsee, die am 9. Oktober 1374 und vom 8. bis zum 10. Oktober 1375 zu schweren Zerstörungen zwischen Flandern und der Weser geführt haben.
Benannt sind die Sturmfluten nach dem Heiligen Dionysius von Paris, dessen Gedenktag der 9. Oktober ist. In Flandern wurden 1374 und 1375 etwa siebzehn Dörfer und ein Kloster zerstört. In Ostfriesland gab es – laut Chronikzauszüge des 16. Jahrhunderts –  in 1374 und folgenden Jahren verheerende Deichbrüche. Die Leybucht erreichte nach der Flut mit etwa 13.000 Hektar ihre größte Ausdehnung und das Dorf Westeel musste aufgegeben werden. In der Folge soll die Flut die Stadt Norden erreicht haben, wo die Wogen bis an die Mauern des Dominikanerklosters drangen. Die Stadt hatte fortan einen Zugang zur Nordsee und bekam einen Hafen. Über die inzwischen verlandeten Buchten von Sielmönken und Campen drang das Wasser zudem tief ins Landesinnere ein. Am Rysumer Nacken wurden im späten 14. Jahrhundert die Kirchspiele Drewert und Walsum sowie das Dorf Ham zerstört.
Der Geschichtsschreiber Ubbo Emmius berichtet in den 1590er Jahren von den Auswirkungen:

„Am 9. Oktober 1373 (!) erfolgte eine große Überschwemmung, wie sie seit Menschengedenken nicht gewesen war, welche sich über die ganze friesische Küste erstreckte und den Einwohnern zu schwerem Unglück gereichte. Denn sie bedeckte das ansehnliche Dorf Westeel, in einer fruchtbaren Gegend fast 2000 Schritte im Süden von Norden gelegen und gegen Aufgang der Sonne Osten schauend mit einer solchen Menge Wassers, dass alle Gebäude mit der Kirche niedergerissen und zerstört wurden, ja ein Teil des Bodens verschlungen ist und Menschen und Tiere verschwanden.“